# Die sieben Raben

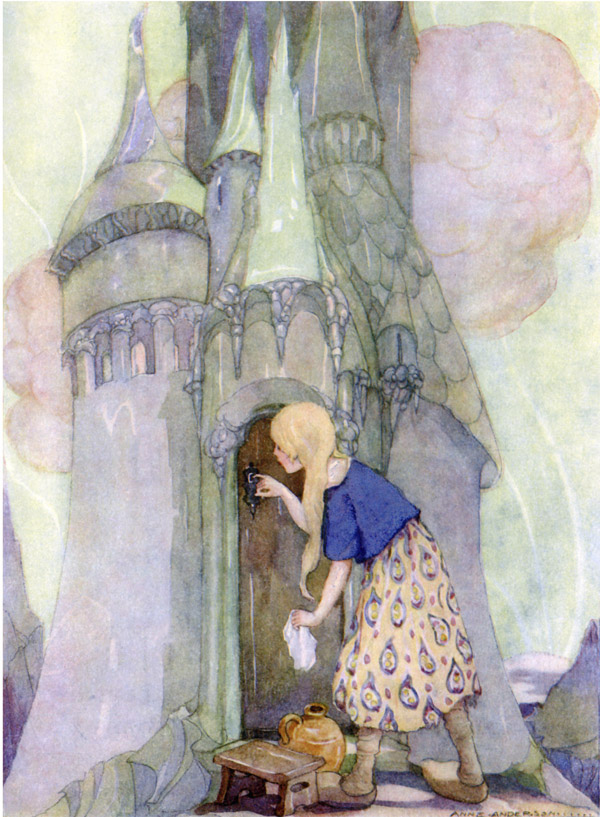
Illustration von Anne Anderson

Die sieben Raben ist ein Märchen (ATU 451). Es steht in den Kinder- und Hausmärchen der Brüder Grimm an Stelle 25 (KHM 25). In der 1. Auflage lautete der Titel Die drei Raben. Ludwig Bechstein übernahm es in sein Deutsches Märchenbuch als Die sieben Raben (1845 Nr. 25, 1853 Nr. 24). Zudem ist es in ähnlicher Form auch im polnischen, slowakischen, serbischen und rumänischen Sprachraum bekannt.

## Inhalt

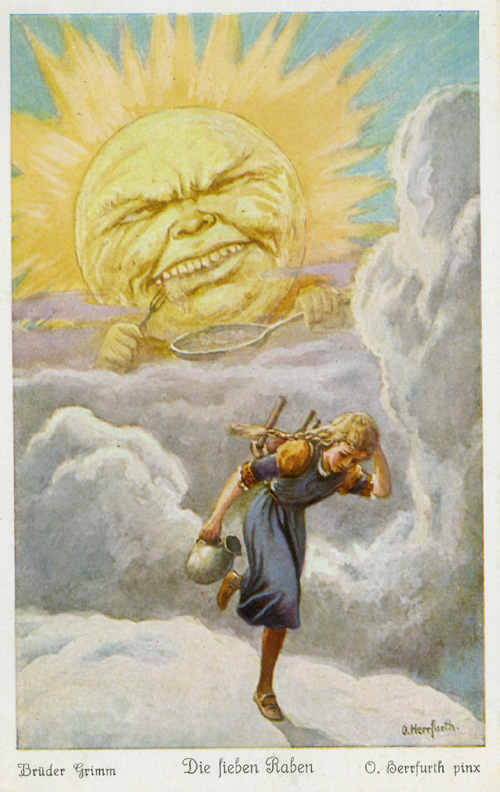
Postkartenbild von Oskar Herrfurth

Einem Vater wird nach sieben Jungen endlich ein Mädchen geboren. Da das Kind schmächtig und klein ist, schickt der Vater seine Söhne zur Quelle, um mit einem Krug Taufwasser für das Töchterchen zu holen, um es notzutaufen. Die sieben Brüder streiten, und ihnen fällt der Krug in den Brunnen.
Sie trauen sich nicht nach Hause zurück und der Vater macht sich Sorgen, als sie lange nicht zurückkehren.
Er denkt, sie spielen nur und haben das Wasser vergessen. In seinem Ärger sagt er: „Ich wollte, dass die Jungen alle zu Raben würden.“ Der gedankenlose Wunsch wird umgehend erfüllt – der Vater sieht sieben Raben durch die Lüfte flattern.
Das Töchterchen wächst auf, ohne zu wissen, dass es Brüder gehabt hat, denn die Eltern verschweigen ihr deren Schicksal.
Endlich erfährt es durch andere Leute, was geschehen ist – und dass diese ihr die Schuld an dem Vorgefallenen geben. Obwohl die Eltern ihr erklären, es könne nichts für das Verhängnis, fühlt es sich weiter schuldig und macht sich allein auf den Weg, die Brüder zu suchen, wobei sie nur einen Ring ihrer Eltern, ein Stühlchen und Verpflegung mit auf die Reise nimmt.
Das Mädchen durchwandert die ganze Welt, kann ihre Brüder aber nicht finden.
Endlich, die Welt ist zu Ende. Sie kommt zur Sonne, die ist viel zu heiß und frisst Kinder, dann zum Mond, der ihr aber viel zu kalt und böse ist und sagt: „Ich rieche, rieche Menschenfleisch“.
Die Sterne jedoch sind ihr freundlich gesinnt, und der Morgenstern gibt ihr ein Hinkelbeinchen (einen Hühnerbeinknochen), mit dem es den Glasberg aufschließen könne – dort seien die Brüder zu finden.
Am Glasberg angekommen, möchte das Mädchen das Beinchen auspacken, doch es hat den Schlüssel verloren. In ihrer Not schneidet es sich einen Finger ab, steckt ihn in das Schloss, und das Tor öffnet sich.
Drinnen trifft es auf einen Zwerg, der sagt ihr, die sieben Raben seien nicht zu Haus, aber er deckt ihr den Tisch mit sieben Tellern und Bechern. Das Mädchen nimmt von jedem etwas, in den letzten aber lässt sie ihren Ring fallen.
Als die Raben zurückkehren, wollen sie essen, bemerken aber, dass jemand ihnen zuvorgekommen ist. Sie sprechen: „Wer hat von meinem Tellerchen gegessen? Wer hat aus meinem Becherchen getrunken? Das ist eines Menschen Mund gewesen.“ Der siebente Rabe findet auf dem Grund seines Bechers den Ring, erkennt ihn und denkt: Wäre doch nur unsere Schwester hier, so wären wir erlöst.
Sie hört den Wunsch hinter der Tür und tritt hervor, und die Brüder sind erlöst und kehren zusammen mit ihr nach Hause zurück.

## Herkunft

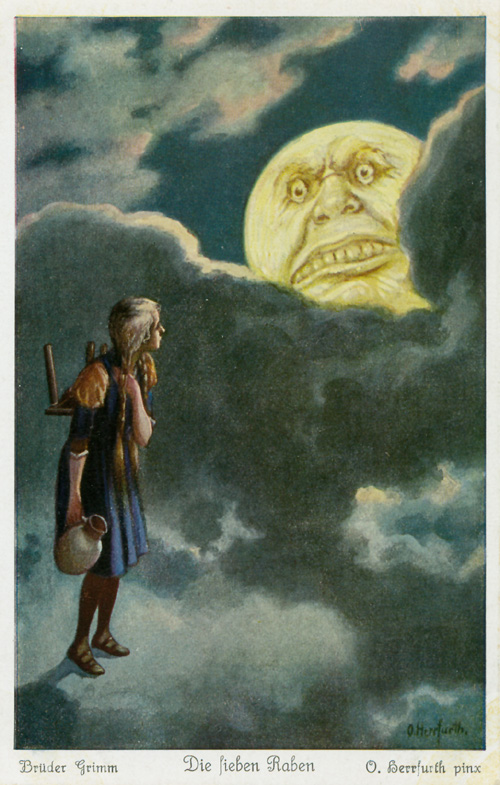
Postkartenbild von Oskar Herrfurth

In der 1. Auflage von 1812 heißt das Märchen Die drei Raben, nach Jacob Grimms Handschrift (vielleicht von Familie Hassenpflug mündlich übermittelt): Die Mutter verflucht ihre drei Söhne, weil sie während der Kirche Karten spielen. Zur 2. Auflage (1819) wurde dieser Anfang durch eine Fassung aus dem Wiener Raum ersetzt. Die genaue Quelle hierfür ist nicht bekannt. Die Grimms verweisen in ihren Anmerkungen auf zahlreiche verwandte Stoffe aus der mittel- und nord-germanischen Mythologie, insbesondere zum Glasberg. In Voß’ Abhandlung über die alte Weltkunde findet einer am Weltende den Himmel sich absenken wie ein Backofen und verbrennt sich am Mond. Sie nennen noch Kuhn Nr. 7, Müllenhoff Nr. 3, Ludwig Aurbachers Büchlein für die Jugend Nr. 1, Meier Nr. 49: Die drei Raben, Sommer Nr. 11, Asbjörnsen Nr. 3 und in Basiles Pentameron IV,8 Die sieben Täublein, ferner litauisch bei Schleicher „S. 109–112“, finnisch bei Schiefner „S. 607“, ein „altdän. Lied von Verner Ravn“.

## Interpretation

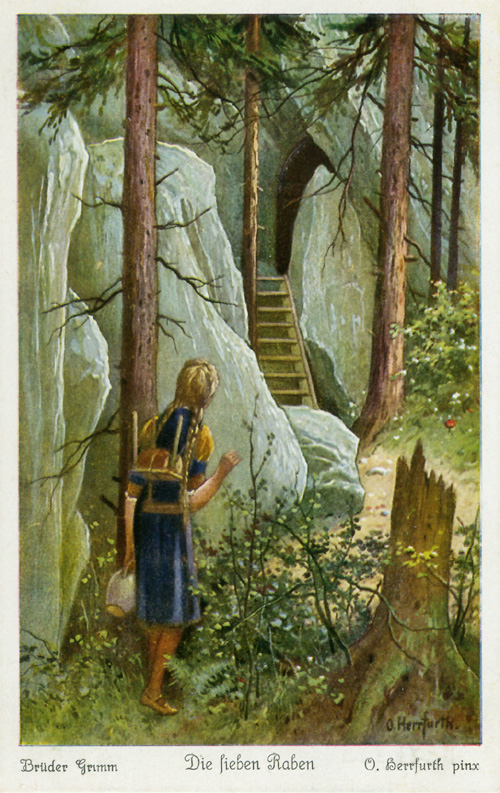
Postkartenbild von Oskar Herrfurth

Das Märchen ist nach den sieben verzauberten Brüdern benannt, handelnde Heldin ist jedoch das Mädchen. Wie der amerikanische Germanist Jack Zipes bemerkt, ist es jedoch vorrangig Opferbereitschaft, wodurch sich die Heroine auszeichnet. Mit der Rettung ihrer Brüder setzt sie diese als vorrangige Erben wieder ein und tritt selbst in eine weibliche Rolle zurück. Im Zentrum des Märchens steht die Aufopferung für die Familie, worin die Jungen gefehlt haben und worin das Mädchen brilliert.
Dem Raben wird von alters her nachgesagt, für seinen Nachwuchs schlecht zu sorgen (siehe Rabenmutter, belegt seit 1350). Die Verwandlung in Raben rächt somit die mangelnde Sorge der Jungen für ihr kleines Schwesterchen. Mit seiner schwarzen Farbe verkörpert der leichenfressende Rabe weiterhin Trauer und Tod. Er steht bis heute sprichwörtlich für den Winter (im Gegensatz zur Schwalbe, Sommer). Raben kreisen auch um den Berg des hundert Jahre schlafenden Barbarossa. Laut der Enzyklopädie des Märchens erscheint der Rabe im Märchen oft im Kontext der Motive Seelenreise, Höllenfahrt und Verdammnis. Andererseits begleitet der Rabe die Gottheiten Odin und Lugh. Er repräsentiert in der nordischen Mythologie die Weisheit. Den Kelten dient sein Flug als Orakel. Nach Friedel Lenz sind die Raben Sinnbild für die göttlichen Eingebungen des Geistes.
Der Glasberg mit seinen entrückten Bewohnern, der gewöhnlichen Menschen und zu gewöhnlichen Zeiten nicht zugänglich ist, ist eine Anderswelt. Sowohl das Glas als auch der Zwerg können ebenfalls als Symbole einer gefühlsarmen, distanzierten Weisheit verstanden werden (siehe auch Glasberg, in KHM 127 Der Eisenofen, KHM 193 Der Trommler, KHM 196 Oll Rinkrank).
Das Kind bekommt den Schlüssel vom Morgenstern. Für Rudolf Meyer ist der Morgenstern der Götterbote, mit dessen Schlüssel die Seele ihre übersinnlichen Bewusstseinskräfte wiederfinden kann. Sonne, Mond und Sterne geben dem Mädchen letztendlich keine faktische Hilfe. Zugang zum Glasberg erlangt sie durch ein Opfer.
Indem der Ring in den Becher gelegt wird, wird der Geist (männlich) mit der Seele (weiblich) vereint (vergleiche KHM 65 Allerleirauh, KHM 93 Die Rabe, KHM 101 Der Bärenhäuter, Märchentyp AaTh 947 Heimkehr des Gatten).
Nach Hedwig von Beit bedeutet der Verlust des Taufgeschirrs das Scheitern einer verfrühten geistigen Erneuerung an unreifen Kräften, mit Verlust des Selbst im Unbewussten oder Animalischen.
Der Ausspruch der sieben Raben „Wer hat von meinem Tellerchen gegessen? Wer hat aus meinem Becherchen getrunken? Das ist eines Menschen Mund gewesen“ klingt wie die sieben Zwerge bei Schneewittchen. Es existiert auch eine Variante von Schneewittchen, bei der die sieben Zwerge im Glasberg wohnen. Im Beziehungsnetz der Märchen stiftet die Verwandlung der Brüder in Tiere eine Verbindung des Rabenmärchens zu dem Grimm-Märchen Brüderchen und Schwesterchen, wo Brüderchen von der Stiefmutter in ein Reh verwunschen ist. Allerdings ist die Erlösung des einen Brüderchens durch Schwesterchen im Unterschied zum Rabenmärchen hier Nebenschauplatz.

## Varianten

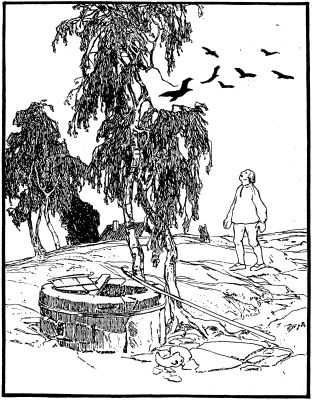
Illustration von Otto Ubbelohde, 1909

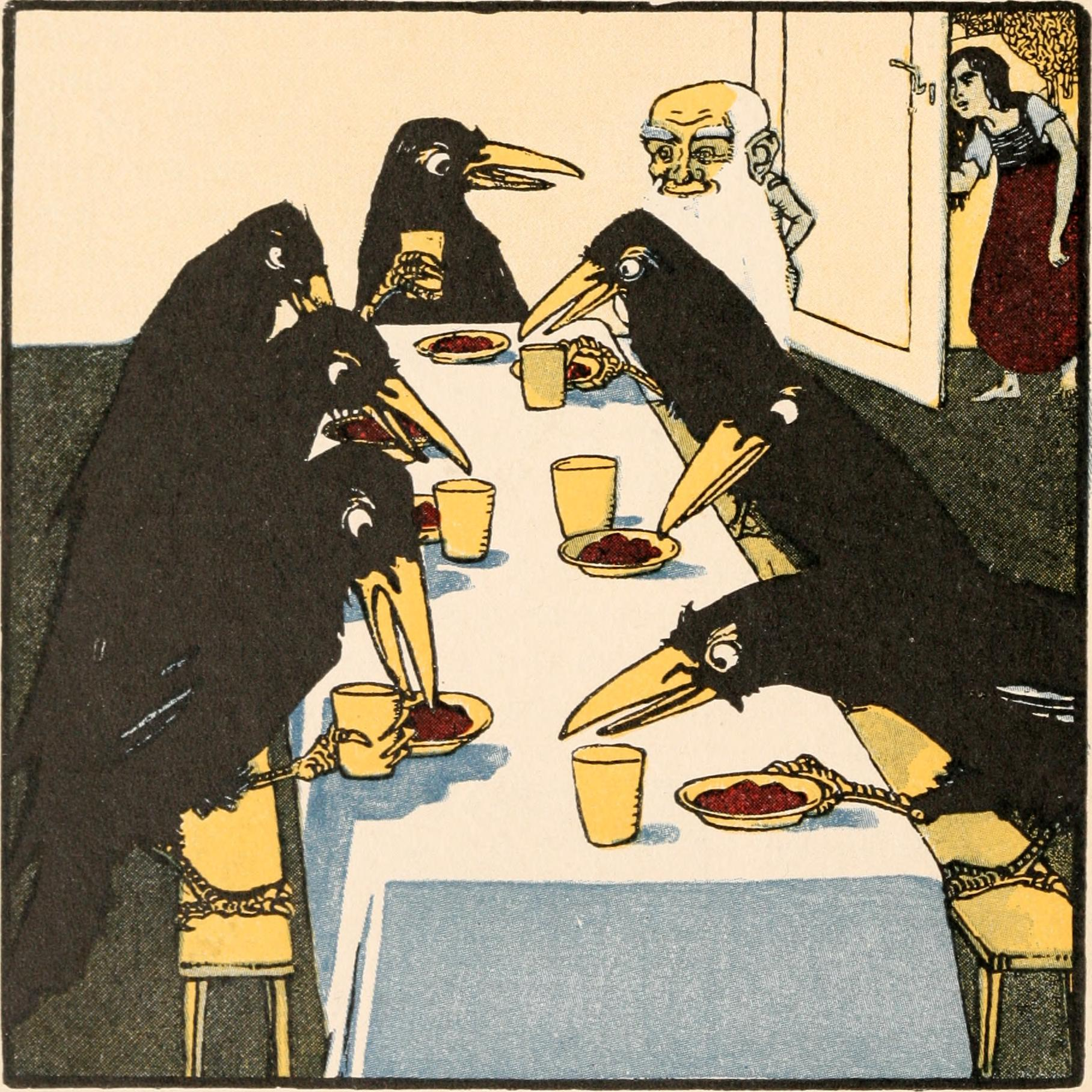
Bild von Albert Weisgerber, 1910

Motivisch eng verbunden mit dem Grimm-Märchen Die sieben Raben sind die beiden Grimm-Märchen Die zwölf Brüder und Die sechs Schwäne. Das Vogelverwandlungsmotiv des Märchens verdichtet weiterhin Hans Christian Andersen als Schwanenbild in seinem Kunstmärchen Die wilden Schwäne. Erzählparallel zu Grimms Die sieben Raben verläuft auch Ludwig Bechsteins gleichnamiges Märchen in seinem Deutschen Märchenbuch. In der französischen Märchenlandschaft variieren Die sieben Raben François-Marie Luzels Märchen aus der Basse-Bretagne Die neun Brüder, die in Lämmer verwandelt wurden, und ihre Schwester – Les neuf Frères métamorphosés en moutons et leur soeur und Paul Sébillots Märchen aus der Gascogne Die sieben Brüder – Les sept frères et leur soeur. In Luzels Märchen ersetzt allerdings die Rabenverwandlung die Lämmerverwandlung, und auch bei Sebillot droht die Schafsmetamorphose. Das südfranzösische Märchen Der König der Raben aus der Sammlung von Jean-François Bladé variiert dagegen das norwegische Erlösungsmärchen Östlich der Sonne und westlich vom Mond und hat nur noch im Bild der erlösten Rabengestalt mit den sieben Raben einen peripheren Zusammenhang. Georgios A. Megas erzählt das griechische Märchen Die sieben Raben, das in allen wichtigen Handlungsschritten mit Grimms Märchen übereinstimmt. In Italien verwandeln sich die Brüder des Rabenmärchens bei Giambattista Basiles Die sieben Täublein in Tauben. In dem norwegischen Märchen Die zwölf wilden Enten aus der Sammlung Peter Christen Asbjørnsen und Jørgen Moe wird eine Mischform aus Schneewittchen, Die sieben Raben und Die zwölf Brüder erzählt, wobei allerdings die Brüder alternativ nicht in Raben, sondern in Enten verwandelt werden. Besonders dicht erzählt sind die slowakischen Varianten des Rabenmärchens von Pavol Dobšinský und Božena Němcová: Dobšinský erzählt das Märchen Zwölf Brüder und eine Schwester und das Märchen Die drei Raben und Němcová erzählt parallel zu Dobšinský Die drei Rabenbrüder und überdies auch das Märchen Die sieben Raben. Beide Rabenmärchen erzählt Němcová mit dem Märchenende der Verleumdung und Rettung wie Grimms Die zwölf Brüder.
Auch die Version aus Otto Sutermeisters Kinder- und Hausmärchen aus der Schweiz (Nr. 7, Aarau 1869), die den Titel Die drei Raben trägt und auf das aus St. Gallen stammende Gedicht Schön Frida (S. 103) aus dem 1827 publizierten Werk Lieder und Sagen aus der Schweiz zurückgeht, ähnelt mit dem Verbot zu sprechen, der Verleumdung und der Rettung vor dem Scheiterhaufen dem grimmschen Märchen Die zwölf Brüder. Sich ihr an schließen sich die zwei gleichnamigen Versionen aus Ernst Heinrich Meiers Werk Deutsche Volksmärchen aus Schwaben (Nr. 49, Stuttgart 1852) und der Publikation Carinthia I, Zeitschrift des Kärntner Geschichtsvereins 56 (S. 95f, mitgeteilt von J. Egger), in der 1866 eine österreichische Kurzfassung des Märchens erschien, ferner auch die Version aus Theodor Vernalekens Kinder- und Hausmärchen in den Alpenländern (Nr. 5, Wien 1863), die auch mit dem Titel Die sieben Raben näher an der Fassung der Brüder Grimm liegt.
Es gibt etliche weitere europäische Varianten, die den Stoff von Die sieben Raben und Die zwölf Brüder verbinden. Dazu zählen eine polnische Version von Oskar Kolberg, die im Deutschen den Titel Die sieben Rabenbrüder erhielt, eine slowakische Version von Frank Wollman, die 1934 in Terchová von L. Šimovič nach dem Erzähler Jozef Durkov aufgezeichnet wurde und als Von den drei Rabenbrüdern übersetzt wurde sowie eine friesische aus Julius Brörings Das Saterland. Eine Darstellung von Land, Leben, Leuten in Wort und Bild, die im Deutschen unter dem Titel Die zwei Saatkrähen veröffentlicht wurde. In der rumänischen Version Der gläserne Berg aus dem Werk Märchen und Sagen aus dem Banater Bergland (Bukarest 1974, Nr. 25) von Alexander Tietz erlöst ein Mädchen ihre zwölf in Raben verwandelte Brüder vom Glasberg, indem sie ein Jahr lang auf einen Baum sitzend ein Buch liest und währenddessen weder spricht noch deutet. In einer serbischen Version, die aus dem Werk Istarske narodne priče (Zagreb 1959) von Maja Bošković-Stulli stammt und den Titel Die neun Wolfsbrüder trägt, verwandeln sich die Brüder in Wölfe. Diese Version wurde 1959 von Bošković-Stulli mit Magnetophon nach der Erzählerin Zagorka Januzović aufgezeichnet und veröffentlicht.

## Rezeptionen

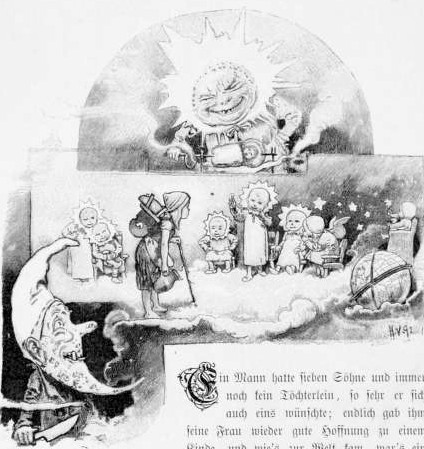
Illustration von Hermann Vogel

In Ludwig Bechsteins Deutsches Märchenbuch ist Die sieben Raben erst ebenfalls Nr. 25, ab der 12. Auflage (1853) dann Nr. 24. Der Vater stirbt, die Söhne werden so „wild und böse“, dass die Mutter sie verflucht. Die Schwester fliegt mit den Flügeln und Beinen einer weißen Gans auf den Berg, isst von den sieben Schüsselchen und die Brüder finden es im Bettchen. Bechstein gibt mündliche Überlieferung an, laut Hans-Jörg Uther benutzte er Grimms Märchen. Vgl. zu Glasberg und Knochen auch Bechsteins Der weiße Wolf. In Ernst Heinrich Meiers Die drei Raben (Nr. 49 in Deutsche Volksmärchen aus Schwaben, 1852) werden die Brüder von der Mutter verwünscht und rufen der Schwester noch zu, wie sie sie besuchen kann.
Georg Büchner lässt in seinem Drama Woyzeck die Großmutter ein ähnliches, aber sehr pessimistisches, nihilistisch gefärbtes Märchen erzählen. Darin wandert das Mädchen erst zum Mond, dann zur Sonne und dann zu den Sternen, die sich aber als ein faules Stück Holz, eine welke Sonnenblume und aufgespießte Mücken herausstellen, so dass sich das Mädchen schließlich allein auf einen Stein setzt (vergleiche Die Sterntaler).
In Janoschs Parodie liebt die Frau ihre Söhne, obwohl es Raben sind, doch einmal wünscht sie, es wären keine, da rupfen sie sich gegenseitig die Federn aus, wollen teure Anzüge und prügeln die Schwester. In einer weiteren schließt das Schwesterchen den Glasberg mit einem Vogelknochen auf und streckt den dem Bergzwerg hin, da muss er ihr dienen, und die Brüder werden erlöst.
Kerstin Hensels Gedicht Hausmärchen beginnt: „Und wie‘s zur Welt kam war‘s ein Mädchen / Und hatte keine Glückshaut um …“

## Bilder

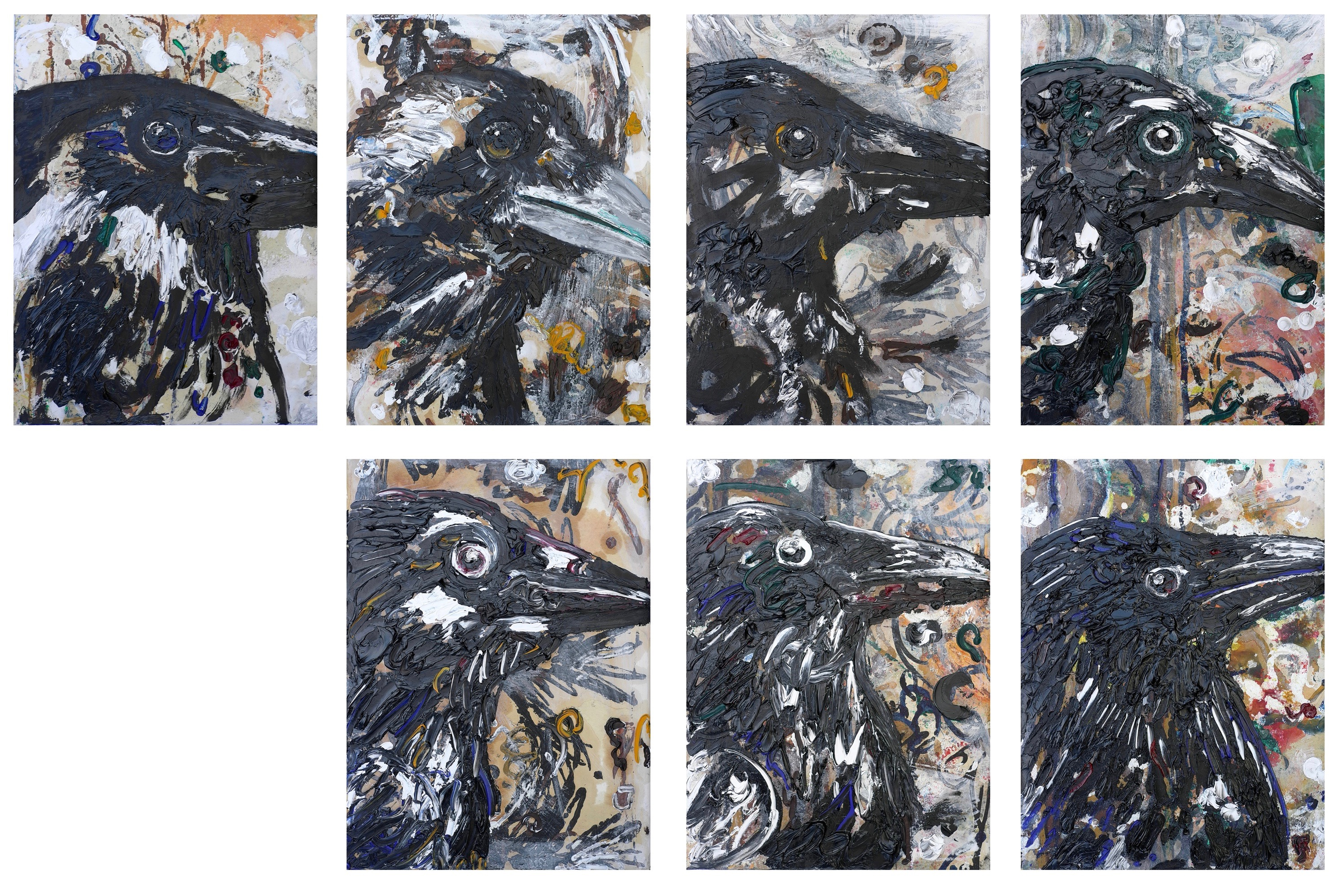
Gemälde von Bernhard Sprute, 2016

Die sieben Raben sind auf unterschiedlichste Weise illustriert worden. Wichtig waren die Bilder zu dem Märchen von Moritz von Schwind, dessen Märchenauffassung auch auf die Sieben-Raben-Bilder von Viktor Paul Mohn wirkte. Herausragend ist die bildliche Umsetzung des Märchens von Arthur Rackham: Er zeigt neben zwei Vignetten zwei Farbbilder: 1. Die Raben auf dem gedeckten Tisch; 2. Das Mädchen erklimmt auf einer Steilmauer die Sternenwelt. Paula Modersohn-Becker zeigt 1905 in einem symbolistischen Bild das Märchen in der Situation der Vogelverwandlung, während Heinrich Vogeler in filigranen Schwarz-Weiß-Zeichnungen das Märchen in die ästhetische Welt des schottischen Jugendstils entrückt. Gewissermaßen verbindlich ist für das Bild der Rabenschwester, sie als leicht somnambul wirkende, überzarte, dunkelhaarige Schönheit zu malen und damit ihre Alter-Ego-Existenz zu Schneewittchen zu unterstreichen. Von diesem Bild völlig abweichend ist die merkwürdige Sieben-Raben-Verbildlichung von Franz Stassen: Seine überfüllten Illustrationen prägt der horror vacui und das rabenumflatterte Mädchen ist als blonde, muskulöse Heroine gegeben. Dagegen zeigt Paul Hey das Mädchen wieder mit dunklem Haar wie in nächtlicher Himmelfahrt. Lisbeth Zwerger hat für das Sieben-Raben-Märchen sehr konzentrierte Bilder gefunden. L'udovit Fulla und Josef Lada illustrierten die slowakischen Varianten des Rabenmärchen: Fulla zeigt in leuchtenden Folklore-Farben und -Formen die Szene, in der sich das Mädchen auf der Suche nach den Brüdern vor der Sonne unter einem Waschzuber versteckt. Josef Lada illustriert auf einer Farbtafel die weinende Mutter vor einem Bauernhaus, über ihr rhythmisch angeordnet die entfliegenden sieben Raben.

## Oper und Musik

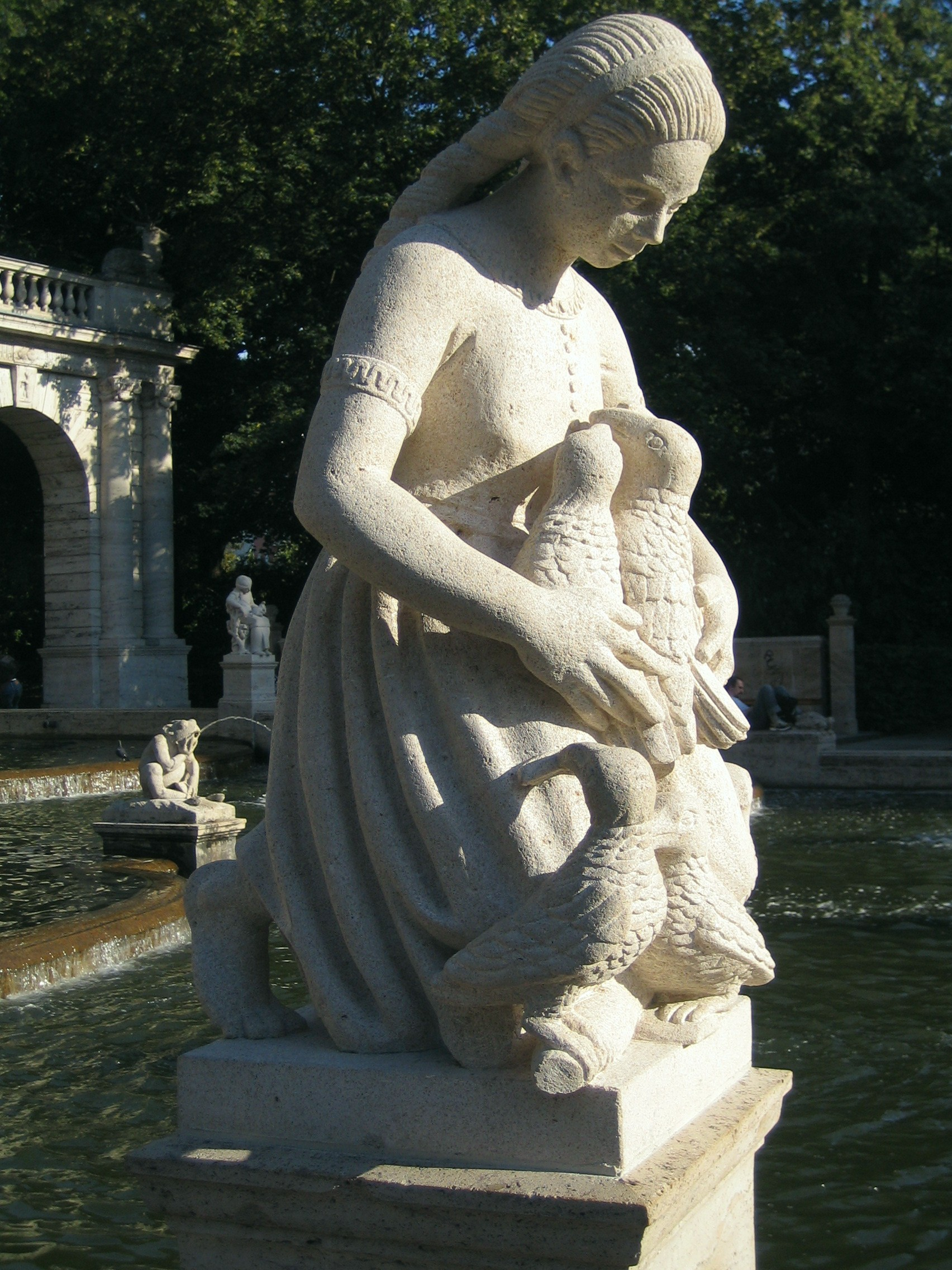
Skulptur von Ignatius Taschner am Märchenbrunnen im Volkspark Friedrichshain in Berlin

Josef Gabriel Rheinberger komponierte als op. 20 eine Oper Die sieben Raben, 1867. Der englischsprachigen Wikipedia zufolge gab es auch eine Komposition von Ludwig Engländer, 1884.
Ludwig Hirsch zitiert das Märchen neben anderen in seinem Lied Die Omama: „Die sieben Raben, es warn nur sechs…“. Die Band Saltatio Mortis greift die Handlung im Lied Sieben Raben auf. Auch Faun haben das Märchen als Lied Sieben Raben auf dem Album Märchen und Mythen interpretiert.

## Theaterbearbeitungen
- Staatstheater Stuttgart 2005/06, Regie: Enrico Lübbe.
- Brüder Grimm Festspiele Hanau: Die sieben Raben als Musical, Uraufführung 15. Juni 2007, Musik von Alexander S. Bermange, Buch und Liedtexte von Wolfgang Adenberg, Regie: Marc Urquhart

## Verfilmungen
- Die sieben Raben, Puppentrickfilm von Ferdinand Diehl, Deutschland 1937, 53 min.
- Die sieben Raben, DEFA-Zeichentrickfilm, DDR 1970[39]
- Die sieben Raben, Tschechische Republik 1993, 80 min. (leicht veränderte Handlung)
- Die sieben Raben (Originaltitel Sedmero krkavců), Märchenfilm, Tschechische Republik / Slowakei 2015, 99 min.